# 鎌倉けしや闇絵巻
『鎌倉けしや闇絵巻』（かまくらけしややみえまき）は、赤石路代による日本の漫画作品。
2010年から2012年にかけて『DELETE〜鎌倉けしや覚書』のタイトルで『モバフラ』（小学館）で4話が配信された。『姉系プチコミック』（同）2014年9月号よりタイトルを改めて連載が再開された。単行本はフラワー・コミックスαより刊行され、全7巻。

## あらすじ
昔から日本の古い都のそばに点在し、人づてにその存在を知られてきた「けしや」。「けしや」は、依頼を受けて人の記憶を消す商売を連綿と続けてきた。
鎌倉の「鎌倉けしや」の第三十五代目にして「ケシ」の奥之院蒼は「トメ」を務めていた祖母の具合が思わしくなく休業を余儀なくされていたが、父は完璧に仕事をやり遂げたにも関わらず発作を起こして倒れた主婦・石蕗里奈を苦しめる真の原因を解き明かすも戻れなくなるが、通り掛かった少女に連れ戻され助かった。彼女の手首に掛かった「ガムランボール」とその音色が心に刻まれ、ある日、町中で出会った女子高生・都川菜乃葉が助けてくれた人であり「トメ」の能力を持つことを知って彼女をスカウトする。
様々な事情で記憶を消したり消さなかったりするが、徐々に他の「けしや」の存在が浮かび上がり、東京の4つの内で「江戸けしや」が犯行の記憶を消して犯罪者を助けたり、ケシの仕事を強引に持ち掛けて金儲けをしていることが判明する。更には、奥之院家にも秘密があり、旅行中とされている先代の朱門と「ゴ」の紅太郎は亡くなっていることが明らかに。
ある日、天使のような無邪気に見えながら深い闇を抱える少年・百旗部瑛琉が葵の中学校に転校して来るが、彼の記憶を消したことに関連して朱門を含めた「けしや」が死んでいた。

## 登場人物

### 主要人物
奥之院蒼（おくのいん そう）
第三十五代「鎌倉けしや」の当主。男子校「東鎌倉高校」の生徒。二階堂川沿いの奥の奥に住む。父・朱門が旅に出ている間にケシの仕事を引き受ける。「トメ」を務めていた祖母の具合が良くなく、ゴもいないため廃業を考えていたが、9月18日の面掛行列の例祭の日に戻れなくなった自身を救ってくれた菜乃葉と出会い、家業を続けていく。幽霊は見えないが、「トメ」である菜乃葉を介して第11話「ひぐらしの怪談」で5年前に殺されて自殺に見せかけて逗子の海に投げ捨てられた少女・深町ほのかの霊の記憶を見て犯人を摘発した。
実は朱門は既に故人であり、生きて外国に旅行中というお芝居を母親のためにしている。第20話「封印のレシピ」で百旗部瑛琉を見かけた際、顔色を変え「なんで、あいつがここにいるんだ?」とあいつ呼ばわりで尋常ではない様子だった。ツイッターの秘密のアカウントを持っている。
都川菜乃葉（みやこがわ なのは）
西鎌倉女子校の生徒。雪ノ下に住む。初仕事で倒れた蒼を現実世界に連れ戻した。町中で暴力を振るわれている女性を助けた際に蒼と再会して「トメ」の才能を持つことが分かり、時給一万円に惹かれて「鎌倉けしや」でバイトをする。ふとしたことで、蒼の父・朱門が亡くなっていることを知る。その件に関連し、百旗部瑛琉に疑問を抱く。蒼が修学旅行でオーストラリアにいる頃、天使のように無邪気な笑顔の少年な瑛琉だが、彼と葵を2人でいさせない方がいいと感じる。
2ヶ月くらい前、鎌倉警察の署長に着任した父親と一緒に鎌倉に移り住み、父親と2人暮らしの父子家庭。母親は幼い頃に亡くなったということだが、実は小学生の頃に離婚して母親に引き取られた。しかし、母親の恋人がDV男で追われて事故に遭い最近まで記憶を失っていた。母親と和解した。
常磐葵（ときわ あおい）
ゴ。鎌倉けしやとは生まれた時からの付き合い。佐助稲荷の近くの中学校に通う。第1話のラストで旅に出た青志郎の妹。父・紅太郎の方が格好いいのに母親は自分たちを捨てて離婚し、熊みたいな男性と再婚したと蔑んでいたが、父親が心では裏切っていたことが原因だと知る。転校生の百旗部瑛琉に惹かれている。

### 鎌倉けしや
奥之院朱門（おくのいん しゅもん）
蒼の父。第三十四代「鎌倉けしや」。突如として「ここが編集点だ」という謎の言葉を残し、「ゴ」の常磐紅太郎と共に旅に出る。第8話「腰越の赤い夕焼け」で妻の元にスロベニアから出した葉書が届く。ベルギーから絵葉書が届いた直後、アメリカからのものが届き、実は故人であるのに妻・月子を生かすために蒼や青志郎がお芝居をしているのだった。実は百旗部瑛琉に宿った百旗部一族に対する怨念に自身も蝕まれ、元婚約者の大月を殺しかけて紅太郎を殺めてしまうも必死に己を制して自殺した。
常盤紅太郎（ときわ こうたろう）
朱門を守る「ゴ」。朱門と同様、既に亡くなっている。密かに朱門の妻・月子を愛していたため、それに気づいた元妻・七瀬が家を出てゆき、彼女と離婚した。すでに故人だが、怨念に操られた朱門の手にかかって亡くなった。
奥之院月子（おくのいん つきこ）
蒼の母。金沢の名家の娘。初対面で菜乃葉を気に入り、「トメ」ということを抜きにしても既に嫁扱い。「トメ」の女性と婚約していた朱門と恋に落ち、彼が死んだと知って手首を切って死のうとしたため、蒼により記憶を消された。死なせまいとする息子の行為が、逆に自殺に走る弱さを克服するのを妨げてもいる。百旗部瑛琉の件で夫と紅太郎の死を知り倒れるが、菜乃葉の優しさに支えられて死を受け止めることが出来るようになった。
蒼の祖母
第三十四代の母にして、第35代の祖母。「トメ」を務めていたが、体がついてゆかなくなる。スイーツ&パワースポットに詳しい。蒼たちにスイーツ指令を出し、美味しいスイーツを味わう。サーファーのBFがいる。
常磐青志郎（ときわ せいしろう）
「鎌倉けしや」の「ゴ」。蒼の父・朱門と共に旅だった紅太郎の息子。ミスター東鎌で女装させられた蒼の写真を後生大事に所持しており、菜乃葉に奥之院家には蒼の姉のお嬢さんがいると吹き込んで蒼の怒りを買う。朱門と共に亡くなった紅太郎の心の中に月子に対する恋情があることを知り、両親の離婚は出て行った母親に非が無いことを知っていた。百旗部瑛琉を見知っており、朱門と父・紅太郎の死の原因である彼が妹の学校に在籍していることを知り驚く。

### 他のけしや
祇王真琴（ぎおう まこと）
京都の「西京都けしや」。蒼曰く、集中力が持続せず、仕事が雑になりがち。
壬生陽色(いくるみ ひいろ)
東京で評判の悪い「江戸御堀端けしや」。十九代と呼ばれている。第10話「ほたるの道」で顔見せに登場し、第11話のラストで菜乃葉の顔を見に来た。犯罪者に記憶を消す形で加担したり、第13話「閻魔様が見ている」で不倫で妻と愛人の板挟みになった人物に2人の記憶を消して愛人の子を養子にした親戚の子だと偽ったのがバレて虐待する妻を止めなかった原因を作っている。悪事を「鎌倉けしや」に暴かれ、逆恨みの憎悪を抱く。
第26話「あと一度の桜」で入院中の母親が余命幾ばくもなくソメイヨシノが咲くのを見たいと願っていたが、2月なので諦めていた。しかし、菜乃葉や蒼の協力で大船フラワーセンターの玉縄桜を見て夫を呼びながら静かに母親が息を引き取ったため、借りを返すと誓う。
平将親（たいら まさちか）
家康が江戸幕府を開く前から坂東を支配した坂東の王にして民衆の味方「平将門」の血を引く「坂東けしや」。髪にメッシュを入れている。第9話「桜のない春」で自身のコンプレックスゆえに恋人・夏木大和（なつき やまと）の記憶消去を「鎌倉けしや」の頼もうとした女優・樹可奈子（いつき かなこ）を結局は客にし損ね、第10話では母親と和解したがっていた蒼の幼馴染・近江勇人（おうみ ゆうと）にあれもこれもとふっかけて不審を抱かれて断られたことを「鎌倉けしや」の蒼のせいだと怒っていた。
猫園陽貴（ねこぞの はるき）
第21話「思ひ出の海棠」で初登場。「谷中けしや」。2匹の巨大な猫と仕事をしており、「トメ」と「ゴ」が猫で蒼を驚かせた。三毛は「トメ」のユウコ、ハチワレは「ゴ」のアツコ。2匹の名前の由来は「ダブル浅野」であり、女性アイドルグループ「AKB48」のファンだと思った菜乃葉に「あの人いくつ?」と唖然とさせた。蒼より年下の少年に見えるが、年長者で朱門の死も知っている。
丹後自由郎（たんご じゆろう）
「烏森けしや」。あまり仕事を受けない偏屈な老父・自五郎が入院したため、大人しい性格だが、「トメ」の黒羽が仕切り、「ゴ」の夢良（むら）と3人で仕事をするようになった。しかし、青志郎曰く「スジもん（筋者）」ばかり。野々山隆の結婚詐欺に加担したため、入院中の父親が一時退院して雷を落とされる。
第27話「陽だまりのキネマ館」での父親の葬儀の席で引退を報告した。無理をして一時退院したことで父親が亡くなったため、これ以上「けしや」を続けることは出来ないと語った。
黒羽暉良（くろは きら）
「烏森けしや」を仕切っている「トメ」。金儲けしか頭に無く、犯罪に加担することすら厭わない。
丹後自（たんご みずか）
新たに黒羽に担ぎ上げられた「烏森けしや」。高1。自由郎の従弟。
大月（おおつき）
「西京都けしや」のトメ。かつては「鎌倉けしや」のトメで朱門の婚約者だったが、きつい性格だと当の朱門に避けられ、月子と恋に落ちた彼に婚約を解消された。
百旗部瑛琉の件で朱門に殺されかけ、紅太郎が命を落とすことになったが、己を制した朱門に救われた。瑛琉の母親を諭す。

### 菜乃葉の家族
都川大悟（みやこがわ だいご）
第7話「白雪の辻」で初登場。菜乃葉の父親。鎌倉警察の署長。東京の「けしや」が犯罪に関与していると言って他の「けしや」も同類だと決めつけるため、バイトでも「鎌倉けしや」の一員であることに誇りを持つ娘と大喧嘩になっている。全部のけしやを一緒くたに考えていたため、娘と蒼との交際とけしやの仕事を反対するが、徐々に軟化の模様。第34話「蝮草の咲くころ」で元妻の口から「大悟」という名前が明らかに。
菜乃葉の母
第31話「おんめ様の小路」で登場。多忙すぎる元夫との生活に疲れ、菜乃葉が小学生の頃に離婚して娘を引き取り恋人と共に暮らすが、その恋人はDV男で菜乃葉に手を出し自身にも暴力をふるうようになり破局した。ストーカー化した元恋人に逃げようとし、事故に遭い元夫と娘の菜乃葉に再会した。自身の恋人だった男が菜乃葉を事故に遭わせたため、自責の念に苛まれ元夫に自身のことは死んだと菜乃葉に伝えるよう頼んだ。
百旗部グループのホテル「軽井沢ミリオンフラッグホテル」に勤めていたため、一族の怨念に蝕まれる瑛琉の奇行を知っていた。

### その他
石蕗果奈（いわぶき かな）
第1話「何かが道をやってくる」で、流産してから悪夢を見るようになった主婦。心臓が悪い。第三十四代が記憶の消去を完璧に行ったが、真の原因は別にあったため、3ヵ月後に新たな発作に見舞われる。大巧寺に安産祈願に参拝し、御霊神社の面掛行列のおかめに触れると安産になるという言い伝えを知り、おかめの面に触れようとして転び流産して以来、悩まされ続けた悪夢の記憶はきちんと処理されるも面掛行列の写真を見て悪夢が蘇ってしまう。実は父・孝志の愛人が本妻の子を殺そうとスーパーでおかめの面を被って包丁で襲い掛かり、母親は亡くなり、元凶の父親は失踪した。惨劇の記憶はないと周囲は判断して親戚に引き取られて育ったが、おかめの面と妊婦というキーワードで深層意識に恐怖は刻まれていた。
小島さなえ（こじま - ）
第1話の最後とリンクしている第2話「DELETE」で、夫・小島竜（こじま りゅう）が歌手としてもてはやされた過去の記憶を消してDVに走ってしまう彼の心の傷を癒したいと依頼した。
東條莉名（とうじょう りな）
第3話「キャンディが溶ける音」で、溶けかけたキャンディを握りしめている子役の少女。榎本美香（えのもと みか）の病的なファンに誘拐されて左手の内側に×印を刻まれたが、母親の恋人に性的虐待を受けて傷つき自身は「いらない子」だと思い込んでいた。父親に引き取られ、輝く笑顔が戻った。
近衛綾乃（このえ あやの）
第4話「命死ぬ恋」で、政略結婚のために恋人・飯島圭助（いいじま けいすけ）とお互いの記憶を消して貰う。ダム反対運動のデモで母親の乗った車が落ちて車椅子を必要とする下半身不随になってしまったため、両親は圭助との結婚は断じて許さないと猛反対され、駆け落ちを決行するも父親が倒れて入院し、圭助の母親も入院しているため、自身も母親や父親の会社のことを思うと家を捨てることが出来なくなった。
常岡あすか（つねおか - ）
第5話「殺人妄想」で、同じ沖縄出身で中学時代の先輩である初恋の人・長尾が酔っ払って倒れているのを介抱した際、寝言で殺人の罪に苦しむ言葉を聞くが、次に会った時には殺人の記憶がないことを知り困惑する。「鎌倉けしや」を訪ねて他の「けしや」に記憶を消されており、依頼主が今後も犯罪の実行犯として長尾を利用するつもりだと知り、2回目の殺人から愛する人を守ってみせると宣言する。
長尾（ながお）
あすかの恋人。借金を帳消しにする代償に民自党の衆議院議員・青柳栄作（あおやぎ えいさく）を自殺に見せかけて殺すよう命じられ、犯行後に東京の「けしや」の誰かに記憶を消されて殺人の記憶を忘れた。
七森桜子（ななもり さくらこ）
第6話「午前3時の地獄」で、ストーカーに狙われる少女。8年前、襲われるも雄真に救われて難を逃れるが、雅樹が救ってくれたと勘違いしてしまう。ミス鎌倉になったことで犯人に素性が露見し、逆恨みで襲われる。
雄真（ゆうま）
鎌倉彫「白水堂」の跡取り息子。昔、桜子を救った際に怪我をして鎌倉彫が出来なくなった。
梅津雅樹（うめづ まさき）
美容院の息子。桜子とつき合っているが、ストーカーに襲われた彼女を救ったのは雄真だということに気づかず自身が救ったと思い込んでいるため、2人を引き裂いたと思って罪の意識に苦しんでいる。
梶修司（かじ しゅうじ）
菜乃葉の知人。彼女の女子高の近くの高校に通っており、実は菜乃葉を密かに恋している。母親とその恋人に邪魔者と看做されて轢き逃げされて以降、昏睡状態に陥り鎌倉第一病院に入院している。菜乃葉の父親が鎌倉警察の一員になって初めての事件の被害者。銀のセダンに轢かれたのだが、息子より恋人を取った母親をそれでも庇って「赤のツードア」と嘘をついた。点滴を細工され、幾度となく母親に殺されかけた。幼い頃、母親と離婚した父親に引き取られることになる。
梶の母
母親であることを放棄し、バイト先で知り合った恋人だと信じる結婚詐欺師の若い男性との結婚に反対する息子の抹殺を企んだ。
村井清子（むらい きよこ）
第8話「腰越の赤い夕焼け」で、誰もいないのに息子・雅和（まさかず）が事故に遭ったと叫ぶ。認知症が進んでいる。7年前、息子が孫の真一（しんいち）を庇って死んだ時に流れていた夕方の「夕焼け小焼け」のチャイムを聞くと同じことを繰り返す。嫁の真理と真一に頼まれ、蒼は7年前の事故に飛んでしまうチャイムを聞いたことを消した。
樹可奈子（いつき かなこ）
第9話「桜のない春」で恋人の記憶を消して自身は消さず、夏木大和（なつき やまと）を愛しながらも終わらせようとした女優。飽きたとか言ったため、大和のファンである菜乃葉と葵が心の中で「何だと! 大和君、可哀想。」「黙れ、ババァ。」と罵声を浴びせたことは知る由もない。幼い頃、義母に悪口ばかりを言われてコンプレックスを抱いて整形を繰り返したため、その義母が悔い改めて謝罪の手紙を遺して病死しても心の傷は癒えなかった。蒼の説得により、記憶の消去は思い留まり大和と共に生きることを選ぶ。
近江勇人（おうみ ゆうと）
第10話「ほたるの道」で、中学の時に町田に引っ越した少年。蒼の幼馴染。実の親だと信じていた両親が養父母であり、実の両親はジャンキーで2人とも刑務所にいることを知って養母に罵声を浴びせてしまったことを後悔している。蒼に打ち明けられた養母・優美子（ゆみこ）が記憶を消されて忘れたふりをし、勇人を迎え入れた。
深町ほのか（ふかまち - ）
第11話「ひぐらしの怪談」で葵と待ち合わせた場所のひぐらし公園で菜乃葉が1学年先輩の少女だと間違えた幽霊の少女。5年前の2月14日（バレンタインデー）で横恋慕する塾の講師・平沼にマフラーで絞殺され、逗子の海で自殺に見せかけて遺体を捨てられた。真相が明らかにされ、笹塚の悔恨の言葉を聞きながら浄化した。
平沼（ひらぬま）
塾の講師。ほのかを絞殺して海に飛び込んで死んだように工作し、父親が大金を積んで記憶を消して貰った。しかし、幽霊の記憶を読んで桐林大学ミステリーサークルのホームページにUPされた画像から証拠写真を見つけ出した蒼により告発されて逮捕された。
若松瑠璃（わかまつ るり）
第12話「残心のススキ野」で悲しい夢に魘され、泣き濡れながら目が覚めるという繰り返しで不眠症に陥る女子高生。菜乃葉と同じ高校の生徒。弓道部の部員。中学まで埼玉県で暮らしていたが、高校の時に鎌倉に引っ越した。夏休みに遊びに来た東京の友人を鶴岡八幡宮・源頼朝のお墓・鎌倉宮・瑞泉寺・永福寺跡の公園を通って杉本寺と案内して以降、謎の夢に悩まされていた。前世で結婚して3日目で出征する夫を待ち続けた女性だったが、夫は帰ることはなかった。しかし、転生した夫に再会した。
八木沼（やぎぬま）
蒼の知人。弓の高弟で、竹細工の職人。瑠璃の前世での夫。転生するも50代の男性で年齢差がありすぎて及び腰だったが、瑠璃に説得されて彼女の想いを受け入れた。流鏑馬の名手で、50歳を過ぎて衰えてきているからと引退するも射手に選ばれた。
森谷花香（もりや はなか）
第13話「閻魔様が見ている」で、3年前の手帳に記された自身に記憶のない場所を辿っており、蒼と菜乃葉に「円応寺」のことを尋ねた。東京・丸の内の会社に勤める長野出身のOL。白川辺雄也と愛し合い妊娠・出産するが、白川辺の依頼で「江戸御堀端けしや」に出産を含めた1年間の記憶を消され、白川辺にホルモン異常の病気で倒れたと嘘を教えられて伊東の別荘で療養という名の隔離状態に置かれた。蒼により記憶を消されたことを知り、菜乃葉が夜に白川辺邸に乗り込んで救出した息子と再会した。白川辺は独身だと言って近づいてきたため、自身が愛人だという事実を知らなかった。一般的な日本人の「黒い瞳と呼ばれる焦げ茶（ダークブラウン）」の左眼と蒼曰く「すごい茶色」のライトブランの右眼という「オッドアイ」で、本妻に虐待された息子も母親と同じ右眼が茶色のオッドアイだった。
若宮（わかみや）
庭師。「湘南ガーデニング わかみや」を営んでいるが、子供の虐待を知りながら仕事を失うことを怖れて知らぬふりをしていた。菜乃葉や息子・風磨（ふうま）の懇願に負け、子供を助けるのを手伝った。
白川辺（しらかわべ）の妻
鎌倉山に豪邸を構える白川辺雄也の正妻。水野通運の令嬢。子供のできない身体ゆえに不倫に走り花香に独身だと騙して妊娠させたことを知り、愛人のことで責め立てるも妻と愛人の記憶を消して花香の子供を妻に育てさせようと企んだ夫に親戚の子を養子にしたと騙されるが、花香と同じオッドアイゆえに誰の子か気づいて虐待した。
千穂（ちほ）
菜乃葉と同じ高校の先輩。第14話「青い鬼退治」で恋人・裕が新宿に行っては正体不明の「けしや」に会っていて不安だった。父の急死で資金繰りに困って荒れていた裕の部屋で小さな袋に入った白い粉を見つけるが、既に裕は「坂東けしや」によりドラッグの快感を忘れて正気に戻っていたことを知り安心する。しかし、その記憶を「坂東けしや」に消されてしまう。
神崎哲也（かんざき てつや）
第13話「俥屋の恋」で実家の俥屋の車夫がインフルエンザでバタバタと倒れたため、会社に内緒でバイトしている青年。会社の先輩・進の婚約者の女性・由美に想いを寄せ、菜乃葉に励まされてダメ元で告白して玉砕した。しかし、由美に対する想いで彼女と先輩の幸福を壊したくなくて記憶を消して貰う。その後、栄転したNY（ニューヨーク）で元気に暮らしている。
由美（ゆみ）
結婚を間近に控えた女性。婚約者を愛しながらも彼に対する想いに近い強さで哲也に惹かれてしまうが、進を悲しませたくないので哲也に出会って3ヶ月の記憶を消して貰う。
進（すすむ）
由美の婚約者で、哲也の会社の先輩。由美と愛し合い結婚することになるが、彼女と哲也の間に芽生えた想いにも気づいており、結婚式の日に別々に人力車で式場に向かうことになった時、彼女がそのまま哲也と姿を消しても仕方ないと半ば諦めていた。しかし、自身を選んでくれた由美と予定通りに結婚した。
滝口絵里（たきぐち えり）
第16話「紫陽花の谷（やつ）」に登場した草木染めが趣味の主婦。友人の経営する喫茶店に染め物を置かせて貰い、去年までは記憶を消すしかなかったのとは異なり、今年は記憶を消す必要が無いと「鎌倉の水」の審判が下るほどの自信の礎となっている。
滝口政孝（たきぐち まさたか）
絵里の夫。妻を愛しながらも浮気を繰り返し、チラシを作って「けしや」に行って絵里が記憶を消すよう仕向けていた。しかし、高名なバレエダンサーの熊山哲史（くまやま てつじ）が絵里の染め物を衣装に使いたいと自宅を訪ね、妻の素晴らしさを改めて再認識して浮気を謝罪した。
奥崎（おくざき）
第17話「この夏の花火」で担当している推理小説家・狩野光太郎を救って欲しいと鵠沼海岸の「埜庵」でかき氷を味わっている蒼に土下座した。
狩野光太郎（かりの こうたろう）
有名な推理小説家。「潜りこみ屋」シリーズや「東山商店長探偵」シリーズを執筆している。長谷の坂の下あたりの海岸沿いに住んでいる。倒れて自宅療養中であり、手足も口も不自由になった。しかし、右の人差し指の指先だけ動くようになり、蒼の助けが無くてもPCを介して執筆が再開できる希望が芽生える。
吉田勇司（よしだ ゆうじ）
第18話「かわいそうな茶碗」で殺された男性。蒼の母・月子のお茶の弟子。
大日本骨董（だいにほんこっとう）
骨董品のことが何もわからないのに父親の跡を継いだが、正玩堂に唆されて茶碗を奪おうとして吉田を殺してしまい、逮捕された。
正玩堂（せいがんどう）
古参の骨董屋曰く「二流三流」の骨董屋。大日本骨董を利用して儲けようとし、同じく逮捕された。
五郎丸舞子（ごろうまる まいこ）
第19話「クリスマスの家」で生活に疲れた女性。5年前の事故で夫と息子・洋（よう）を失い、父親が病死したため、1人で認知症が進行した母親の介護をしている。母親のショートステイの迎えの男性職員が自身に想いを寄せていることに気づいていなかったが、弟たちと和解した後、しばらくして菜乃葉が通りかかるとお互いに頬を染めて会話する姿があった。
五郎丸光樹（ごろうまる みつき）
舞子の弟。詐欺を犯した際、両親に勘当された。罪を償い、大船駅東口の中通商店街でジャム屋「JAM JAM」を営んでいる。手紙に借金のことを書いたため、姉に途中で手紙を破かれたことを知らなかった。借金は4分の3を返却している。
五郎丸咲良（ごろうまる さくら）
光樹の妻、舞子の義妹にあたる女性。
五郎丸海人（ごろうまる かいと）
光樹と咲良の息子、舞子の甥。
藤山紅梨（ふじやま あかり）
第20話「封印のレシピ」で祖母の想い出のハンバーグを食べた店「洋食鍋島」を探し、蒼と菜乃葉に出会い、蒼の同級生で「洋食鍋島」の経営者の孫息子・将輝が奔走する姿に心を打たれ、彼と交際することに。
鍋島将輝（なべしま まさき）
閉店した「洋食鍋島」の龍太郎の孫息子。蒼の同級生。父親は「洋食屋なんか!」とサラリーマンになり、年に1度来るくらいだったが、祖母が足腰を悪くして祖父は施設に入ったので祖母と同居することになった。祖母のために想い出のハンバーグを探す紅梨に一目惚れし、涙いっぱいで縋られたら放っておけないと家族や祖父の店の常連に協力を求め、紅梨の祖母が昔食べた「鍋島ハンバーグ」を再現するのに成功し、紅梨の心を掴んだ。
和辻八重（わつじ やえ）、和辻棠香（わつじ とうか）、和辻吉野（わつじ よしの）
第21話「思ひ出の海棠」に登場した三姉妹。蒼の母・月子のお茶の教え子。妙本寺の近くに住む。次女の棠香が結婚詐欺の被害に遭った挙げ句、詐欺に加担した烏森けしやにより記憶を消されてしまい、500万円を騙し取られていたことがわかり、蒼に相談を持ち掛けた。忘れた方がいいのかもと消極的だったが、感情移入した菜乃葉の「女の敵よ!」という激昂に影響されて戦う決意を固めた。
野々山隆（ののやま たかし）
結婚を餌にお金を騙し取った女性の記憶を烏森けしやに消して貰い、犯行を重ねるも被害者の一人・棠香が鎌倉けしやの蒼の知人ゆえに犯罪を暴かれて警察に逮捕された。
黒田一世（くろだ いっせい）
第22話「割れて砕かれて裂けて散るかも」で巴御前役の凪に想いを寄せる青年。母親と二人暮らし。海が青く光る夜光虫が発生して由比ヶ浜が賑やかだった夜に凪と同じ「鎌倉鎧クラブ」で弁慶役だった石坂のストーカー行為から凪を守ろうとして殴られてナイフで刺されるが、苦痛を堪えて石坂を刺殺して息絶え、憧れの女性を守り抜いた。由比ガ浜で落とした鍵を探しに来た目撃者の雅史がいい加減な証言をしたことと、凪の友人で静御前役の堺美夕（さかい みゆう）が変質者と勘違いしたため、当初は相討ちに近い形で凶行に及んだ加害者だと看做され、報道でも「容疑者」が付けられていた。
剣崎凪（けんざき なぎ）
「鎌倉鎧クラブ」の一員。石坂が同じクラブの仲間ということもあり、彼が被害者で黒田をストーカーだと思い込んでいたが、蒼が事件関係者の記憶を見せて貰い真相を解き明かし、側溝で発見された黒田の遺品のカメラに石坂のストーカー行為の証拠写真があったことで自身が恩人を犯人だと勘違いしていたことを知る。黒田家を訪れ、黒田の遺影に謝罪と感謝を述べて涙した。
石坂大河（いしざか たいが）
凪を脅かしたストーカー。彼女と同じクラブに所属して弁慶役だったが、手紙を郵便受けに入れて怖がらせ、ボディガード役を買って出ることで彼女のそばにいるという歪んだ形で接していた。最初の事件現場の飼い犬のコロちゃんの家の前で黒田に問いつめられ、逆上してナイフで彼を刺すが、凪を守ろうとした黒田に自身も刺されて絶命した。
池内美亜（いけうち みあ）
第23話「谷中けしや猫絵巻」で、アパートの部屋にいたネグレクト被害の少女。ホストに夢中になった母親に放置され、入院して絶対安静の小池という女性が鎌倉の知人から引き取る前に仲良しだった三毛猫「うり子」が心の支え。母親に「喋るな・泣くな・騒ぐな」と言われ、猫以外には話さなくなっていた。救出されて施設に入り、菜乃葉と「うり子」の助けで少しずつ話せるようになる。
ルル
第24話「歩く人形」で、幼い少女・久世莉莉（くぜ りり）が大切にしている人形。元々はある男性の愛人が正妻と娘を葬り去るためにヒ素を髪の中に仕込んだ殺人人形として作られ、用済みとなって捨てられてからも愛してくれる人間を死なせてしまったため、莉莉の父・聖二が人形供養で燃やそうとしたことも本望であり、身投げしたつもりで夜中にゴミ箱に落ちるのを莉莉の養母・結衣が目撃した。標的の次に亡くなった莉莉の実母・真由もその従姉も死因は自身に仕込まれたヒ素だった。髪もドレスも新調され、蒼に記憶を消して貰って莉莉のそばにいることになる。ただ、それだけで幸福だと蒼に告げた。
深沢七瀬（ふかさわ ななせ）
第25話「南天の恋」で登場した。元夫・紅太郎の心に月子が住んでいて自身を愛していないことを知り、家を出て離婚した。その後、再婚。誤解が解けて葵と和解し、久しぶりのメールに大喜びした。
百旗部瑛琉（ももきべ える）
15歳。大財閥・百旗部家の少年。幼い頃より行く先々で事件が起こり、その記憶を消すたびに「けしや」が死亡しており、先代「鎌倉けしや」朱門もその1人だった。第20話「封印のレシピ」のレシピの件が解決後、宝戒寺の梅をお供の男性と見ていた。その際、蒼と青志郎は「いるはずのない人間がいる」という表情だった。その後、第28話「エンジェル様エンジェル様」で葵の中学校に転校してきた。小学4年生の頃、埼玉県朝霞市の小学生・桜を好きだったことがあり、彼女を巡り孝輝という少年の転落死に関係がある模様。何かにつけて葵と一緒にいたがるが、危険を感じ取った菜乃葉に警戒されている。
実は百旗部一族に対する怨念の塊に蝕まれ、周囲は謎の事故死が多発していた。蒼たち複数のけしやが協力して記憶を全部消したため、幼児のようになり離婚した母親に連れられて外国で暮らすことになる。
西原ひろた
3歳。蒼が出会った「鎌倉こまち保育園」の園児。鎌倉市農協連即売所で母親が働いており、同じ保育園に通う姉つむぎと両親と祖父母と6人で暮らす。実は事故死した「空」という名のポメラニアンだった前世の記憶が残っており、DV被害に遭いながら依存するママ（奥村）を助けようと保育園の脱走を繰り返した。ママの事件が解決後、前世の記憶を消されて「西原ひろた」としての人生を生きることになる。
奥村（おくむら）
同棲する男性に虐待される女性。そのため、愛犬の空を実家の母親に預けようとしたが、自身の許に戻ろうとした空は車にひかれて死亡した。そのことに強い後悔を抱く。人間の少年に転生した空の想いを知り、恋人と別れた。
小田ののか（おだ - ）
第29話「写真供養」に登場した少女。小学校4年生の時、死んだ孝輝と百旗部と桜と仲良しだったが、数年後に再会した百旗部が自身を知らないということに腹を立て、嫌がらせに「忘レルナ」とメッセージと一緒に写真を送りつけた。百旗部の記憶を消した「けしや」をも恨んでおり、1人で訪ねて来た菜乃葉にカッターを振りかざした。頭に血が上りやすいタイプ。菜乃葉が瑛琉を信用していないことを知り、騒いだり再び写真を送りつけることはやめた。

## 用語
ケシ（消）
けしやで記憶を消す役目の人物。手水鉢で手を浄めた際に、水が赤く染まったら消す必要がある記憶の持ち主であることを示す。東京の「けしや」は罪を犯した人物の記憶を消すなど、組織犯罪に手を貸す「けしや」も存在する。男性は共感能力が低くて対象者の想いや記憶に引きずられて病むことが少ないため、圧倒的に「ケシ」は男性が多く女性の「ケシ」は稀である。しかし、共感能力が低くても絶対ではなく過去に引きずられた「ケシ」がいる模様。
トメ（留）
ケシが記憶を消す作業をしている間、手を繋いでおくことでケシを現実世界に留めておくことができ、唯一、ケシが記憶を消せない人物。谷中けしやは猫。手を繋いでいる間、目を閉じると、ケシが見ているのと同じ光景を見ることができる。
ゴ（護）
ケシやトメを守る人物。「谷中けしや」は猫。
二階堂川
鎌倉を流れる「滑川」の支流の1つ。二階堂にあり、奥の奥の竹林を抜けると奥ノ院家がある。
雪ノ下（ゆきのした）
鎌倉の地域にある「大字」。菜乃葉の家がある。
ガムランボール
菜乃葉が持っているアクセサリー。古代ジャワ語の「叩く、打つ、掴む。」等の意味を持つ動詞「ガムル（gamel）」に由来し、東南アジアのインドネシアで行なわれている大・中・小のさまざまな銅鑼や鍵盤打楽器による合奏の民族音楽の総称及びバリ島の神様に捧げる音楽に欠かせない楽器「ガムラン（インドネシア語：gamelan）」。その神聖な伝統楽器と同じ材料を使い、ガムランの美しい音色をギュッと閉じ込めたシルバー製のアクセサリー。真鍮製のボールの中に鉄の小さな球が複数入っており、振ると神秘的な綺麗な音色を奏で、その音色は脳内を刺激して精神の安定・心の浄化に導くという。別名「ボラ・ミンピ（ドリーム・ボール）」とも呼ばれ、幸せを呼び、夢や願いが叶うとされる。アクセサリーとしてだけでなく、お守りとしても身につけたりする。
矢筈ススキ
葉に斑入り模様のあるススキの品種。別名「鷹乃葉ススキ」。第12話で、瑠璃と八木沼の前世の夫婦はこのススキの生い茂る場所で戦争に引き裂かれて別れたため、転生しても心に想いを遺すほど特別なものとなった。
オッドアイ
左右の眼の色が異なり、正式には「虹彩異色症」と言う。人間や犬猫にあるが、特に猫に多く出ると言われている。第13話で妻帯者なのに独身だと騙されて子供を出産した記憶を消された女性・森谷花香がオッドアイで、盗まれた息子にも遺伝していて親子関係が外見で明白だった。

## 鎌倉周辺の地名と菓子
第1話　何かが道をやってくる　
　御霊神社の面掛け行列　旭屋の豆大福　豊島屋の桃佳人　三留商店のバラジャム　パレタスのアイス
第2話　DELETE
　御成通り　KIBIYAのパン
第5話　殺人妄想
　由比ケ浜　コクリコ
第6話　午前三時の地獄
　覚園寺の黒地蔵盆　長嶋家の粟大福　
第7話　白雪の辻
　宝戒寺　こ寿寿のわらび餅　キッキリキのアップルパイ
第8話　腰越の赤い夕焼け
　江ノ島　みどりやのさざえ最中
第9話　桜の無い春
　源氏山葛原岡神社　歐林洞の桜パウンドケーキ
第10話　ほたるの道
　ほたるのこみちのチーズケーキ
第11話　ひぐらしの怪談
　ひぐらし公園　旭屋の竹水ようかん　イル・ド・ショコラのシェルパイ
第12話　残心のススキ野
　永福寺跡　鶴岡八幡宮　豊島屋の名月　
第13話　閻魔様が見ている
　円応寺の閻魔縁日　大巧寺　松花堂の栗入り子鹿
第14話　青い鬼退治
　鎌倉宮の節分、レ・シューのシュークリーム「湘南サーフストーリー」
第15話　俥屋の恋
Romi-Unie Confitureの「キャラメルカマクラ」
第16話　紫陽花の谷
　明月院　アトリエバニラの「あじさいロール」
第17話　この夏の花火
　埜庵のかき氷　輪心バウム
第18話　かわいそうな茶碗
　龍口寺の骨董市　ダイアモンドケークスの「マリーアントワネット」　龍口寺のぼた餅クッキー
第19話　クリスマスの家
　ベルグフェルドの「シュトーレン」
第20話　封印のレシピ
　宝戒寺の梅　六弥太のハンバーグ　
第21話　思ひ出の海棠
　妙本寺　紅谷の「雪ノ下の桜」
第22話　割れて砕けて裂けて散るかも
　鎌倉文学館　由比ヶ浜　0467の「ティグレ」
第23話　谷中けしや猫絵巻
　大佛茶廊　大船観音寺　　
第24話　歩く人形
　本覚寺　長谷だんごの「大仏さんまんじゅう」
第25話　南天の恋
　瑞泉寺　美鈴の「花びら餅」
第26話　あと一度の桜
　神奈川県立大船フラワーセンター　パティスリー雪ノ下
第27話　陽だまりのキネマ館
　川喜多映画記念館　露西亜亭のぴろしき　不動茶屋
第28話　エンジェル様エンジェル様
　佐助稲荷　日影茶屋の季節限定品「れんこん餅」
第29話　知らない子供
鎌倉市農協連即売所　由比ヶ浜　ビッグウェーブ
第30話　写真供養
　浄智寺の写真供養　鎌倉五郎のゴーフレットせんべい「半月」

## 書誌情報
- 赤石路代 『鎌倉けしや闇絵巻』小学館〈フラワーコミックスα〉、全7巻
  1. 2015年6月15日発売[2]、ISBN 978-4-09-137105-8
  2. 2015年10月14日発売[3]、ISBN 978-4-09-137748-7
  3. 2016年6月10日発売[4]、ISBN 978-4-09-138417-1
  4. 2017年6月9日発売[5]、ISBN 978-4-09-139285-5
  5. 2018年2月9日発売[6]、ISBN 978-4-09-139838-3
  6. 2018年12月10日発売[7]、ISBN 978-4-09-870250-3
  7. 2019年10月10日発売[8]、ISBN 978-4-09-870667-9